# Giải vô địch bóng đá Nam Mỹ 1927
Giải vô địch bóng đá Nam Mỹ 1927 là giải vô địch bóng đá Nam Mỹ lần thứ 11, diễn ra ở Lima, Peru từ 30 tháng 10 đến 27 tháng 11 năm 1927. Giải đấu có 4 đội tuyển tham gia, đấu vòng tròn tính điểm để chọn ra nhà vô địch. Argentina giành chức vô địch lần thứ ba sau khi vượt qua đương kim vô địch Uruguay ở lượt trận đấu cuối.

## Địa điểm
| Lima                  |
| --------------------- |
| Sân vận động Quốc gia |
| Sức chứa: 40.000      |
|                       |

## Kết quả
| Đội       | Tr | T | H | B | BT | BB | HS  | Đ |
| --------- | -- | - | - | - | -- | -- | --- | - |
| Argentina | 3  | 3 | 0 | 0 | 15 | 4  | +11 | 6 |
| Uruguay   | 3  | 2 | 0 | 1 | 15 | 3  | +12 | 4 |
| Perú      | 3  | 1 | 0 | 2 | 4  | 11 | −7  | 2 |
| Bolivia   | 3  | 0 | 0 | 3 | 3  | 19 | −16 | 0 |

## Trận đấu
| Argentina                                                                         | 7–1 | Bolivia     |
| --------------------------------------------------------------------------------- | --- | ----------- |
| Luna 18', 56' · Carricaberry 20', 36' · Recanattini 24' (ph.đ.) · Seoane 29', 79' |     | Alborta 42' |

| Uruguay                                        | 4–0 | Perú |
| ---------------------------------------------- | --- | ---- |
| Ulloa 49' (l.n.) · Sacco 52', 71' · Castro 75' |     |      |

| Uruguay                                                                                 | 9–0 | Bolivia |
| --------------------------------------------------------------------------------------- | --- | ------- |
| Petrone 18', 65', 81' · Figueroa 19', 67', 69' · Arremón 43' · Castro 68' · Scarone 86' |     |         |

| Perú                                        | 3–2 | Bolivia             |
| ------------------------------------------- | --- | ------------------- |
| Neyra 41' · Sarmiento 41' · Montellanos 43' |     | Bustamante 13', 14' |

| Argentina                                                 | 3–2 | Uruguay          |
| --------------------------------------------------------- | --- | ---------------- |
| Recanattini 56' (ph.đ.) · Luna 70' · Canavessi 85' (l.n.) |     | Scarone 33', 79' |

| Argentina                                             | 5–1 | Perú          |
| ----------------------------------------------------- | --- | ------------- |
| Ferreira 1', 30' · Maglio 22', 25' · Carricaberry 38' |     | Villanueva 3' |

## Danh sách cầu thủ ghi bàn
3 bàn
| - Alfredo Carricaberry - Segundo Luna | - Roberto Figueroa - Pedro Petrone | - Héctor Scarone |

2 bàn
| - Manuel Ferreira - Juan Maglio - Humberto Recanattini | - Manuel Seoane - José Bustamante - Héctor Castro | - Antonio Sacco |

1 bàn
| - Mario Alborta - Alberto Montellanos | - Demetrio Neyra - Jorge Sarmiento | - Alejandro Villanueva - Juan Arremon |

phản lưới nhà
| - Daniel Ulloa (trận gặp Uruguay) | - Adhemar Canavessi (trận gặp Argentina) |  |